# 多布羅沃茨鄉
46°57′N 27°42′E / 46.950°N 27.700°E
多布羅沃茨鄉（羅馬尼亞語：Dobrovăț, Iași），是羅馬尼亞的鄉份，位於該國東北部，由雅西縣負責管轄，處於布加勒斯特以北300公里，每年平均降雨量948毫米，海拔高度185米，2007年人口2,499。